# Den polske ryttaren
"Den polske ryttaren" kan även avse en roman från 1991 av den spanske författaren Antonio Muñoz Molina.
Den polske ryttaren (nederländska: De Poolse Ruiter) är en oljemålning av den nederländske konstnären Rembrandt. Den målades omkring 1655 och är sedan 1910 utställd på Frick Collection i New York. 
Målningen föreställer en ung man som rider genom ett mörkt skissartat landskap. Konstvetare har inte kunnat fastställa om det är ett porträtt av en historisk person. Dräkten påminner om de som bars av polska trupper som slogs mot turkarna i Sydösteuropa. Tavlans namn har dock inte givits av konstnären själv utom tillkommit senare. Diskussioner har också förekommit huruvida Rembrandt verkligen är tavlans upphovsman; i dag anser de flesta att målningen är utförd av Rembrandt.